# WISE J104915.57-531906.1
WISE J104915.57-531906.1とは、地球から見てほ座の方向に約6.52光年離れた位置にある褐色矮星同士の二重星である。名称が長いので通常WISE 1049-5319と略される。
別名、ルーマン16 (Luhman 16) あるいはLUH 16。

## 距離
WISE 1049-5319は、地球から約6.52光年離れた位置にある。これは褐色矮星としては地球に最も近い。また恒星を含めると、プロキシマ・ケンタウリの約4.2光年（1917年）、ケンタウルス座α星AとBの約4.4光年（1839年）、および単独星のバーナード星の約6.0光年（1916年）に次いで、3番目に近い場所にある、5番目と6番目に近い天体である。
この距離は年周視差から推定された。視差は約0.5秒角とかなり大きい。また、年間で赤経方向に約2.8秒角、赤緯約0.4秒角という非常に大きな固有運動を持つ。
なお、最も近い距離にある単独の褐色矮星はWISEPC J150649.97+702736.0の約11.1光年である。さらに近い7.3光年の距離にはWISE J085510.83-071442.5が存在するが、これは準褐色矮星である可能性が高い。
| 観測  | 座標 (J2000.0) | 座標 (J2000.0) | 座標 (J2000.0) | 観測日時          | 観測日時   |
| 観測  | 赤経 (度)      | 赤緯 (度)      | 誤差 (秒角)    | UTC               | ユリウス日 |
| ----- | -------------- | -------------- | -------------- | ----------------- | ---------- |
| DSS   | 10h 49m 25.4s  | −53° 19′ 17.8″ | 0.40           | 1978年4月19日0時  | 2443617.5  |
| DSS   | 10h 49m 21.2s  | −53° 19′ 12.9″ | 0.30           | 1992年3月9日2時   | 2448690.6  |
| DENIS | 10h 49m 19.1s  | −53° 19′ 10.6″ | 0.08           | 1999年2月11日7時  | 2451220.8  |
| 2MASS | 10h 49m 18.9s  | −53° 19′ 10.1″ | 0.06           | 1999年5月16日14時 | 2451315.1  |
| WISE  | 10h 49m 15.7s  | −53° 19′ 6.6″  | 0.07           | 2010年1月8日19時  | 2455205.3  |
| WISE  | 10h 49m 15.5s  | −53° 19′ 5.8″  | 0.07           | 2010年7月1日19時  | 2455379.3  |
| WISE  | 10h 49m 15.4s  | −53° 19′ 6.3″  | 0.12           | 2011年1月5日19時  | 2455567.3  |

## 発見
WISE 1049-5319は、2013年にケビン・ルーマンによって発見された。ルーマンはWISE（広域赤外線探査衛星）によって2010年1月8日、同年7月1日、に撮影された画像からWISE 1049-5319を発見した。10光年以内に発見された恒星や褐色矮星は、1948年に発見されたルイテン726-8以来65年ぶりである。
WISE 1049-5319はWISEによる撮影以前にもDSS（1978年4月19日および1992年3月9日）、DENIS（1999年2月11日）、2MASS（1999年5月16日）によって撮影されていたが、WISE 1049-5319自体が非常に暗く、また銀河面の方向にあるため背景に多数の明るい恒星があり、発見するのは困難であったと推定される。
| 測定  | J等級      | K等級      |
| ----- | ---------- | ---------- |
| DENIS | 10.68±0.05 | 10.73±0.03 |
| 2MASS | 8.87±0.08  | 8.84±0.02  |

## 二重星の性質
WISE 1049-5319は両方とも褐色矮星の二重星である。これはチリにあるジェミニ天文台のジェニミマルチオブチェクト分光器 (Gemini Multi-Object Spectrograph・GMOS) によって2013年2月23日に分離された。それ以前に撮影された画像では、解像度が低いために分離されることがなかった。
WISE 1049-5319の2つの天体はそれぞれWISE 1049-5319 AおよびWISE 1049-5319 Bと呼ばれる。AとBの等級の差は0.45等級であり、それぞれのスペクトル分類は、AはL7型からL9型、BはL型とT型の境目に存在する。AのスペクトルはL8型の2MASS J16322911+1904407と比較された。
AとBは見かけでは約1.5秒角離れている。実際には互いに約4億5000万km (~3AU) 離れており、約25年周期で公転していると考えられている。